# 81 a.C.

## Eventos
- Marco Túlio Décula e Cneu Cornélio Dolabela, cônsules romanos.
- Sétimo e último ano da Primeira Guerra Civil da República Romana, entre os optimates de Lúcio Cornélio Sula e os populares, liderados por Caio Mário, o Jovem desde a morte de Carbão.
  - Últimas campanhas da guerra, com a submissão de Preneste (onde estava Mário) e Volterra, que só se rendeu em 79 a.C.. Mário, o Jovem, é executado, encerrando a revolta.
  - Quinto Cecílio Metelo Pio é eleito pontífice máximo.
  - O único líder rebelde ainda livre, Quinto Sertório, fugiu para a Hispânia.
- Segundo ano da ditadura de Sula.
- Júlio César inicia o seu serviço militar na Ásia.
- A Gália Cisalpina torna-se numa província romana.
- Pompeu casa pela terceira vez, com Múcia Tércia.